# Remzi Sanver
Mehmet Remzi Sanver (* 1970 in Istanbul) ist ein türkischer Wirtschafts-Professor und der zweiunddreißigste Großmeister der Großloge der Freien und Angenommenen Maurer der Türkei.

## Leben
Von 1980 bis 1988 besuchte Sanver das Galatasaray-Gymnasium in Istanbul. Zwischen 1988 und 1993 studierte er Industrieingenieurswissenschaften und von 1993 bis 1995 Wirtschaft an der Boğaziçi Üniversitesi in Istanbul. 1995 bis 1998 promovierte er dann an der Wirtschaftsabteilung derselben Universität.
Nach mehreren Zwischenstationen an verschiedenen Universitäten als Forscher und Dozent wurde er 2006 an der İstanbul Bilgi Üniversitesi zum Professor.

## Preise und Auszeichnungen
- 2002, Türkische Akademie der Wissenschaften, Auszeichnung für Sozialwissenschaften
- 2005, ODTÜ Mustafa Parlar Stiftung, Wissenschaftlicher Unterstützungspreis
- 2021, Mitglied der Academia Europaea[2]

## Veröffentlichungen
- İnisiyasyonun Metodolojisi ve Masonluk (türkisch)
- Işığı Arayanların Hikayesi (türkisch)[3]
- Muntazam Masonluk ve İnanç (türkisch)